# NCSM Port Hope (J280)
Le NCSM  Port Hope (pennant number J280) (ou en anglais HMCS Port Hope) est un dragueur de mines de la Classe Bangor lancé pour la Royal Canadian Navy (RCN) et qui a servi pendant la Seconde Guerre mondiale.

## Conception
Le Port Hope est commandé dans le cadre du programme de la classe Bangor de 1941-42 pour le chantier naval Davie Shipbuilding and Repairing Co. Ltd. de Lauzon au Québec au Canada. La pose de la quille est effectuée le 9 septembre 1941, le Port Hope est lancé le 14 décembre 1941 et mis en service le 30 juillet 1942.
La classe Bangor doit initialement être un modèle réduit de dragueur de mines de la classe Halcyon au service de la Royal Navy,. La propulsion de ces navires est assurée par 3 types de motorisation: moteur diesel, moteur à vapeur à pistons à double ou triple expansions et turbine à vapeur. Cependant, en raison de la difficulté à se procurer des moteurs diesel, la version diesel a été réalisée en petit nombre.
Les dragueurs de mines de classe Bangor version canadienne déplacent 683 tonnes en charge normale . Afin de pouvoir loger les chaufferies, ce navire possède des dimensions plus grandes que les premières versions à moteur diesel avec une longueur totale de 54,9 mètres, une largeur de 8,7 mètres et un tirant d'eau de 2,51 mètres. Ce navire est propulsé par 2 moteurs alternatifs verticaux à triple détente alimentés par 2 chaudières à tubes d'eau à 3 tambours Admiralty et entraînant deux arbres d'hélices. Le moteur développe une puissance de 2 400 chevaux-vapeur (1 790 kW) et atteint une vitesse maximale de 16 nœuds (30 km/h). Le dragueur de mines peut transporter un maximum de 152 tonnes de fioul.
Leur manque de taille donne aux navires de cette classe de faibles capacités de manœuvre en mer, qui seraient même pires que celles des corvettes de la classe Flower. Les versions à moteur diesel sont considérées comme ayant de moins bonnes caractéristiques de maniabilité que les variantes à moteur alternatif à faible vitesse. Leur faible tirant d'eau les rend instables et leurs coques courtes ont tendance à enfourner la proue lorsqu'ils sont utilisés en mer de face.
Les navires de la classe Bangor sont également considérés comme exiguës pour les membres d'équipage, entassant 6 officiers et 77 matelots dans un navire initialement prévu pour un total de 40.

## Histoire

### Seconde Guerre mondiale
Le Port Hope est mis en service le 30 juillet 1942 à Toronto. Après ses essais en mer, le dragueur de mines rejoint la Halifax Force (Force de Halifax), l'unité locale de patrouille et d'escorte basée à Halifax, en Nouvelle-Écosse.
En mai 1943, le Port Hope est transféré à la Gaspé Force (Force de Gaspésie) et participe à la bataille du Saint-Laurent, restant avec l'unité jusqu'en novembre. Ce mois-là, le navire retourne à la Halifax Force.
En janvier 1944, le dragueur de mines est affecté à la Newfoundland Force (Force de Terre-Neuve), la force de patrouille et d'escorte opérant à partir de Saint-Jean de Terre-Neuve. En octobre 1944, le Port Hope se rend à Saint-Jean (Nouveau-Brunswick), pour commencer un carénage qui se termine à Halifax. Le navire reprend du service en avril 1945, rejoignant la Halifax Force et reste avec l'unité jusqu'en octobre 1945.

### Après-guerre
Le 13 octobre 1945, le Port Hope est désarmé à Sydney (Nouvelle-Écosse), et est mis en réserve stratégique à Sorel, au Québec. Le navire est repris en 1952 par la Marine royale du Canada au plus fort de la guerre de Corée et reçoit le nouveau numéro de coque (pennant number) FSE 183 et est réaffecté comme escorte côtière,. Cependant, le navire n'a jamais repris du service dans la Marine royale du Canada et reste en rade jusqu'en 1959. Le Port Hope est vendu à Marine Industries en février 1959 et démantelé pour être mis à la ferraille à Sorel,.

### Honneurs de bataille
- Gulf of St. Lawrence 1942
- Atlantic 1943-1945

### Participation auxconvois
Le Port Hope a navigué avec les convois suivants au cours de sa carrière:
1. Convoi BX 148
2. Convoi BX 153
3. Convoi BX 157
4. Convoi HX 309
5. Convoi ON 170
6. Convoi ON 176
7. Convoi ON 225
8. Convoi ONS 27
9. Convoi XB 148
10. Convoi XB 153
11. Convoi XB 157
12. Convoi XB 165

### Commandement
- T/Lieutenant (T/Lt.) Donald McIntosh Stewart (RCNR) du 30 juillet 1942 au 1er décembre 1942
- Lieutenant (Lt.) Kenneth David Heath (RCNVR) du 2 décembre 1942 au 8 avril 1943
- T/Lieutenant (T/Lt.) William Turner (RCNVR) du 9 avril 1943 au 17 mars 1944
- T/Lieutenant (T/Lt.) John Campbell Tyrer (RCNVR) du 18 mars 1944 au 13 octobre 1945

Notes:
RCNR: Royal Canadian Naval Reserve
RCNVR: Royal Canadian Naval Volunteer Reserve 